# Julia Zurilla Jiménez
Julia Zurilla Jiménez (15 de febrero de 1967) es una videoartista venezolana, residente en Miami.

## Vida y obra
Hija de Jesús Zurilla Muñoz y Victorina Jiménez. Estudia diseño de modas en la Academia de Diseño Las Mercedes (Caracas, 1988). Para esta época realiza el diseño de vestuarios para el Grupo de Teatro Rajatabla y para el Ballet Metropolitano de Caracas. 
En 1993 inicia cursos libres de pintura en el Instituto Federico Brandt y en el MACCSI, y trabaja para documentales de época y para la documental Expedición, hasta 1995. En 2001 obtiene la licenciatura en arte, mención pintura, en el Instituto Universitario de Estudios Superiores de Artes Plásticas Armando Reverón (IUESAPAR, actual Universidad Nacional Experimental de las Artes), y a partir de este año y hasta el 2004 trabaja como asistente curatorial para la Colección Cisneros. 
Realiza una maestría en Práctica y Crítica de los Sistemas de Representación Visual Contemporáneo (IUESAPAR, 2004). Zurilla ha participado en diferentes exposiciones colectivas como “Espontáneamente coleados vamos” (Sala Mendoza, 1997), el LVIII, LIX, LX y LXII Salón Arturo Michelena (2000, 2001, 2002 y 2004), el XXVI Salón Aragua (MACMMA, 2001), “13 horas” (Sala Mendoza, 2001) y el II Salón de Arte 2003 ExxonMobil (GAN, 2003), entre otras. En el año 2001 obtiene una mención de honor en el XXVI Salón Aragua con la obra La colmena de su serie Las celdas, instalación en la que utiliza tambores de bordados, fotografías, pintura e hilo hilvanado sobre tela para recrear un juego de significaciones que apunta de manera irónica y plural a la correlación del oficio decorativo de la costura con el arte. 
A partir de 2002 el trabajo de la artista se enfoca en lo que ella denomina ‘territorios videográficos’, obras conformadas por escenas, fragmentos, situaciones, frases, preguntas y confesiones que terminan constituyendo una unidad después de un intenso ejercicio de encuentro y reflexión. 
En 2003 obtiene el Premio de Estímulo Rafael Monasterios del II Salón de Arte 2003 ExxonMobil (GAN), por el video experimental Viajero I, en el que “presenta un enorme paisaje nocturno y global. Las inmediaciones de una refinería planetaria (el Complejo Criogénico de Jose, Edo. Anzoátegui) son atravesadas a toda velocidad por grandes camiones precedidos de la luz de sus faros, frente a esta situación desangelada, la reflexión se hace cruda y literaria, el problema de fondo conduce a las raíces de la identidad y el diálogo entre la generación pertinente y la trashumante”. 
Al año siguiente la artista presenta esta misma obra en la muestra “Electricearth, cortos y videos del Reino Unido y Venezuela” realizada en la Sala Mendoza, y participa en la exposición “Mutaciones en el espacio” (Museo del Estado Miranda, Los Teques) con Desdicha, una instalación in situ de la que Sandra Pinardi comenta que “recupera, reconstruye, en el encuentro del cine y la literatura, en la escena siempre narrativa de los discursos intermedios y liminares por excelencia, la memoria paradójica e indomable de la habitación en la que la habitación se da como ausencia diferida, detenida y diferenciada en el tiempo mismo de su experiencia [...], diálogos sin presencia, pura memoria del espacio”. 
Julia Zurilla pertenece a una generación de artistas emergentes que apropiándose de diversos medios es capaz tanto de subvertir como de dialogar con ciertas fórmulas de representación simbólica del espacio artístico, para atender y entender las condiciones culturales, históricas y sociales que le atañen.

## Premios
- 2001 Mención de honor, XXVI Salón Aragua, MACMMA / Premio Antonio Edmundo Monsanto, LIX Salón Arturo Michelena.
- 2003 Premio de Estímulo Rafael Monasterios, II Salón de Arte 2003 ExxonMobil, GAN.

## Colecciones
- Ateneo de Valencia, Edo. Carabobo
- Banco Mercantil, Caracas